# Partecipanti al Tour de France 1964
Qui di seguito viene riportato l'elenco dei partecipanti al Tour de France 1964.

## Corridori per squadra
Nota: R ritirato, NP non partito, FT fuori tempo massimo
| Saint-Raphaël | Saint-Raphaël         | Saint-Raphaël | Margnat             | Margnat                 | Margnat             | Ferrys     | Ferrys                   | Ferrys     |
| ------------- | --------------------- | ------------- | ------------------- | ----------------------- | ------------------- | ---------- | ------------------------ | ---------- |
| 1             | Jacques Anquetil      | 1º            | 45                  | Jean Anastasi           | R 7ª                | 89         | José Bernardez           | R 14ª      |
| 2             | Rudi Altig            | 15º           | 46                  | Federico Bahamontes     | 3º                  | 90         | Antonio Bertran          | 55º        |
| 3             | Jo de Roo             | 43º           | 47                  | André Darrigade         | 67º                 | 91         | Rogelio Hernandez        | 26º        |
| 4             | Seamus Elliott        | R 14ª         | 48                  | Jacques Gestraud        | R 13ª               | 92         | Salvador Honrubia        | 80º        |
| 5             | Pierre Everaert       | 63º           | 49                  | Jean Graczyk            | 76º                 | 93         | Fernando Manzaneque      | 12º        |
| 6             | Albertus Gelgermans   | 38º           | 50                  | Esteban Martin          | 11º                 | 94         | Gabriel Mas              | R 7ª       |
| 7             | Jean-Claude Lebaube   | R 13ª         | 51                  | Claude Mattio           | 27º                 | 95         | Luis Otaño               | 44º        |
| 8             | Anatole Novak         | 81º           | 52                  | Jean Milesi             | 77º                 | 96         | Miguel Pacheco           | R 14ª      |
| 9             | Louis Rostollan       | 22º           | 53                  | Joseph Novales          | 19º                 | 97         | José Pérez Francés       | R 13ª      |
| 10            | Jean Stablinski       | 35º           | 54                  | Eddy Pauwels            | 20º                 | 98         | Raul Rey                 | R 7ª       |
| 11            | André Zimmermann      | 36º           | 55                  | José Segú               | 45º                 | 99         | Francisco Sune           | R 6ª       |
| Mercier       | Mercier               | Mercier       | Wiel's-Groene Leeuw | Wiel's-Groene Leeuw     | Wiel's-Groene Leeuw | KAS-Kaskol | KAS-Kaskol               | KAS-Kaskol |
| 12            | Frans Aerenhouts      | 75º           | 56                  | Benoni Beheyt           | 49º                 | 100        | Antonio Barrutia         | 73º        |
| 13            | Robert Cazala         | 59º           | 57                  | Jean-Baptiste Claes     | 79º                 | 101        | Sebastian Elorza         | 23º        |
| 14            | Jean Gainche          | 31º           | 58                  | Gilbert Desmet 1        | 8º                  | 102        | Carlos Echeverría        | R 7ª       |
| 15            | Jean-Pierre Genet     | 78º           | 59                  | Gilbert Desmet 2        | 40º                 | 103        | Francisco Gabica         | 13º        |
| 16            | Barry Hoban           | 65º           | 60                  | Hans Junkermann         | 9º                  | 104        | Julio Jiménez            | 7º         |
| 17            | André Le Dissez       | R 7ª          | 61                  | Karl-Heinz Kunde        | 16º                 | 105        | José Antonio Momeñe      | R 8ª       |
| 18            | Frans Melckenbeeck    | R 9ª          | 62                  | Ivo Molenaers           | R 9ª                | 106        | Manuel Martin Pinera     | 52º        |
| 19            | Raymond Poulidor      | 2º            | 63                  | Jozef Timmerman         | R 13ª               | 107        | Joaquín Galera           | 17º        |
| 20            | Robert Poulot         | 47º           | 64                  | René Van Meenen         | R 7ª                | 108        | Juan-Maria Uribezubia    | 41º        |
| 21            | Victor Van Schil      | 32º           | 65                  | Frans Verbeeck          | R 9ª                | 109        | Valentín Uriona          | R 3ª       |
| 22            | Paul Vermeulen        | 29º           | 66                  | Michaël Wright          | 56º                 | 110        | Eusebio Vélez            | R 9ª       |
| Peugeot       | Peugeot               | Peugeot       | Solo                | Solo                    | Solo                | Salvarani  | Salvarani                | Salvarani  |
| 23            | Ferdinand Bracke      | R 13ª         | 67                  | Arthur De Cabooter      | R 16ª               | 111        | Vittorio Adorni          | 10º        |
| 24            | Henri Duez            | 18º           | 68                  | Vic Denson              | 72º                 | 112        | Battista Babini          | 25º        |
| 25            | François Hamon        | 71º           | 69                  | Willy Derboven          | 68º                 | 113        | Ercole Baldini           | R 7ª       |
| 26            | Pierre Le Mellec      | R 7ª          | 70                  | Armand Desmet           | R 13ª               | 114        | Bruno Fantinato          | 48º        |
| 27            | Camille Le Menn       | 69º           | 71                  | Henri Dewolf            | R 7ª                | 115        | Antonio Franchi          | 46º        |
| 28            | Raymond Mastrotto     | 28º           | 72                  | Louis Proost            | R 6ª                | 116        | Italo Mazzacurati        | 50º        |
| 29            | Emile Daems           | R 5ª          | 73                  | Edward Sels             | 33º                 | 117        | Mario Minieri            | 62º        |
| 30            | Michel Nedelec        | R 5ª          | 74                  | Edgar Sorgeloos         | 61º                 | 118        | Arnaldo Pambianco        | 21º        |
| 31            | Guy Seyve             | R 10ª         | 75                  | Michel Van Aerde        | 58º                 | 119        | Romano Piancastelli      | R 7ª       |
| 32            | Tom Simpson           | 14º           | 76                  | Bernard Vanderkerkhove  | 57º                 | 120        | Pietro Scandelli         | R 1ª       |
| 33            | Georges Vanconingsloo | R 7ª          | 77                  | Rik Van Looy            | R 3ª                | 121        | Vito Taccone             | R 13ª      |
| Pelforth      | Pelforth              | Pelforth      | Flandria            | Flandria                | Flandria            | Televizier | Televizier               | Televizier |
| 34            | Henry Anglade         | 4º            | 78                  | Willy Bocklant          | R 10ª               | 122        | Piet Damen               | R 13ª      |
| 35            | Édouard Delberghe     | 51º           | 79                  | Walter Boucquet         | R 5ª                | 123        | Jo de Haan               | 60º        |
| 36            | Guy Epaud             | 34º           | 80                  | Frans Brands            | 70º                 | 124        | Cees Haast               | 39º        |
| 37            | Hubert Ferrer         | 54º           | 81                  | Jos Hoevenaers          | R 12ª               | 125        | Alfons Steuten           | R 7ª       |
| 38            | André Foucher         | 6º            | 82                  | Marcel Ongenae          | R 4ª                | 126        | Henk Nijdam              | 66º        |
| 39            | Georges Groussard     | 5º            | 83                  | Jozef Planckaert        | R 9ª                | 127        | André van Aert           | R 7ª       |
| 40            | Joseph Groussard      | 74º           | 84                  | Clément Roman           | R 5ª                | 128        | Jacques van der Klundert | R 7ª       |
| 41            | Jan Janssen           | 24º           | 85                  | Willy Vannitsen         | R 7ª                | 129        | Leo van Dongen           | R 9ª       |
| 42            | Jean-Claude Lefebvre  | R 13ª         | 86                  | Guillaume Van Tongerloo | 53º                 | 130        | Cees van Espen           | R 6ª       |
| 43            | François Mahé         | R 5ª          | 87                  | Kamiel Vyncke           | 42º                 | 131        | Piet van Est             | R 16ª      |
| 44            | Willy Monty           | 30º           | 88                  | Huub Zilverberg         | 37º                 | 132        | Rik Wouters              | 64º        |